# Сандефјорд
Сандефјорд (норв. Sandefjord) је значајан град у Норвешкој. Град је у оквиру покрајине Источне Норвешке и највећи град, али не и управно седиште округа Вестфолд (то је суседни и нешто мањи Тенсберг).
Према подацима о броју становника из 2011. године у Сандефјорду је живело око 42 хиљада становника, док у ширем градском подручју живело око 45 хиљада становника. Овде се налази Аеродром Сандефјорд.

## Географија
Град Сандефјорд се налази у крајње јужном делу Норвешке. Од главног града Осла град је удаљен 120 km јужно од града.
Рељеф: Сандефјорд се налази на југозападној обали Скандинавског полуострва. Град се развио на дну омањег залива, у невеликој долини уз море. Изнад града се издижу брда. Сходно томе, надморска висина града иде од 0 до 80 м надморске висине.
Клима: Клима у Сандефјорду је умерено континентална са утицајем Атлантика и Голфске струје. Њу одликују благе зиме и хладнија лета.
Воде: Сандефјорд се развио као морска лука на у дну омањег залива, дела Скагерака, који је, опет, део Северног мора. Залив није отворен ка мору, већ се ту налази више малих полуострва и острва.

## Историја
Први трагови насељавања на месту данашњег Сандефјорда јављају се у доба праисторије. Данашње насеље основано је у средњем веку, али није имало већи значај током следећих векова, осим као насеље китоловаца. Насеље је постало значајно у 19. веку, па је 1850. године добило градска права.
Сандефјорд је у раздобљу 1850-1940. био престижна норвешка бања. Последњих година градске власти се ново труде да обнове стару слику града као познате бање.
Током петогодишње окупације Норвешке (1940—45) од стране Трећег рајха Сандефјорд и његово становништво нису значајније страдали.

## Становништво
Данас Сандефјорд има око 40 хиљада у градским границама. Последњих година број становника у граду се повећава по годишњој стопи од 1%.

## Привреда
Привреда Сандефјорда се традиционално заснива на туризму и индустрији. Град је препознатљив по пивари "Гранс Бригери" и фабрици чоколаде "Хвал Сјоколадефабрик".
Последњих година значај трговине, пословања и услуга је све већи.

## Збирка слика
- Градска саборна црква
- Споменик китоловцима